# Karel Jan Bossart

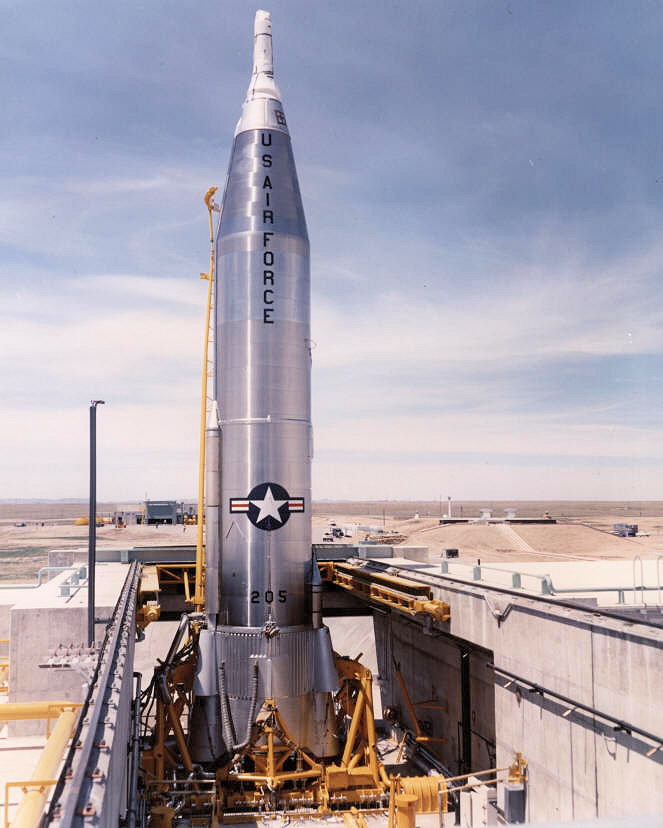
Missile Atlas opérationnel.

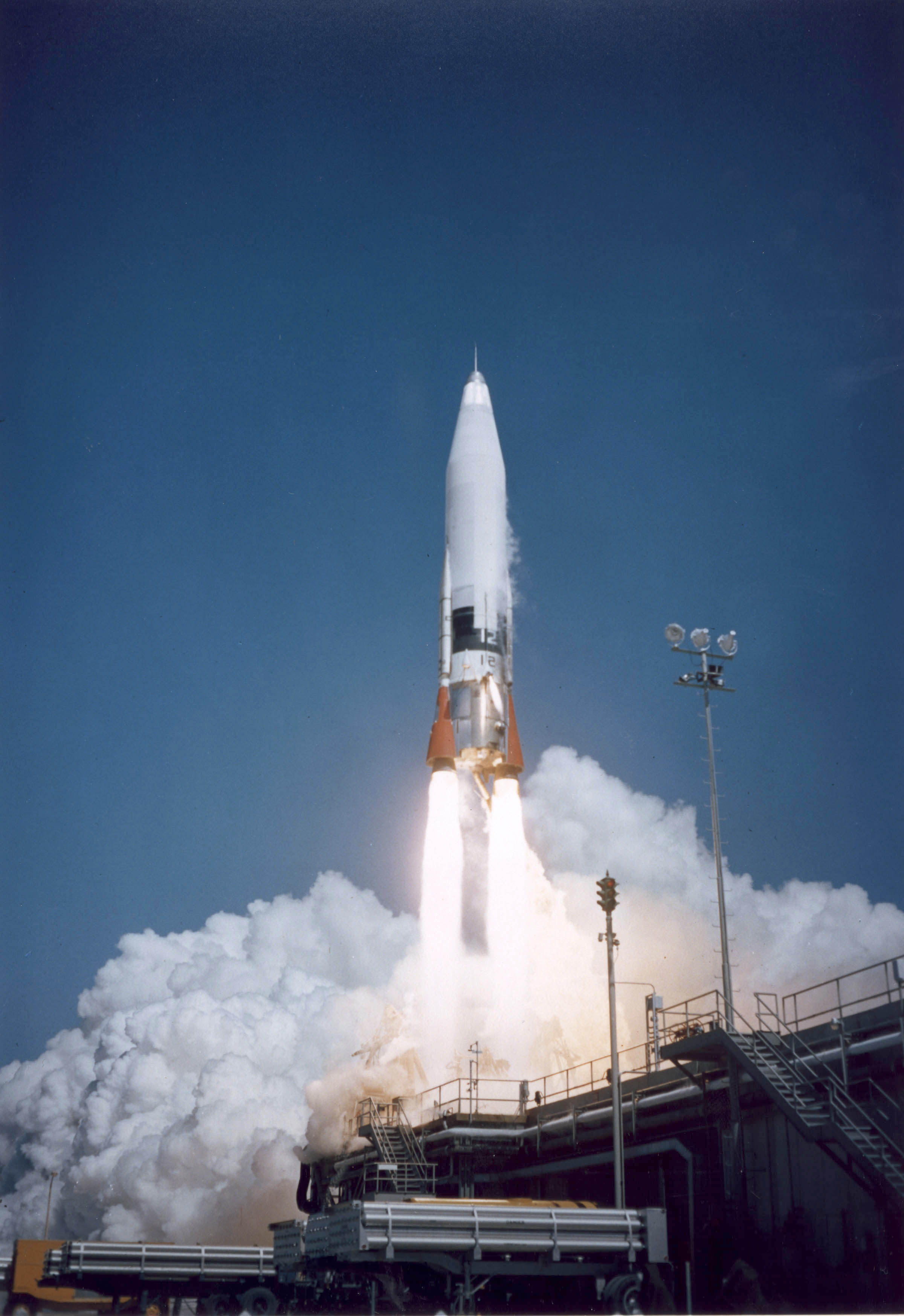
Lancement d'un missile Atlas.

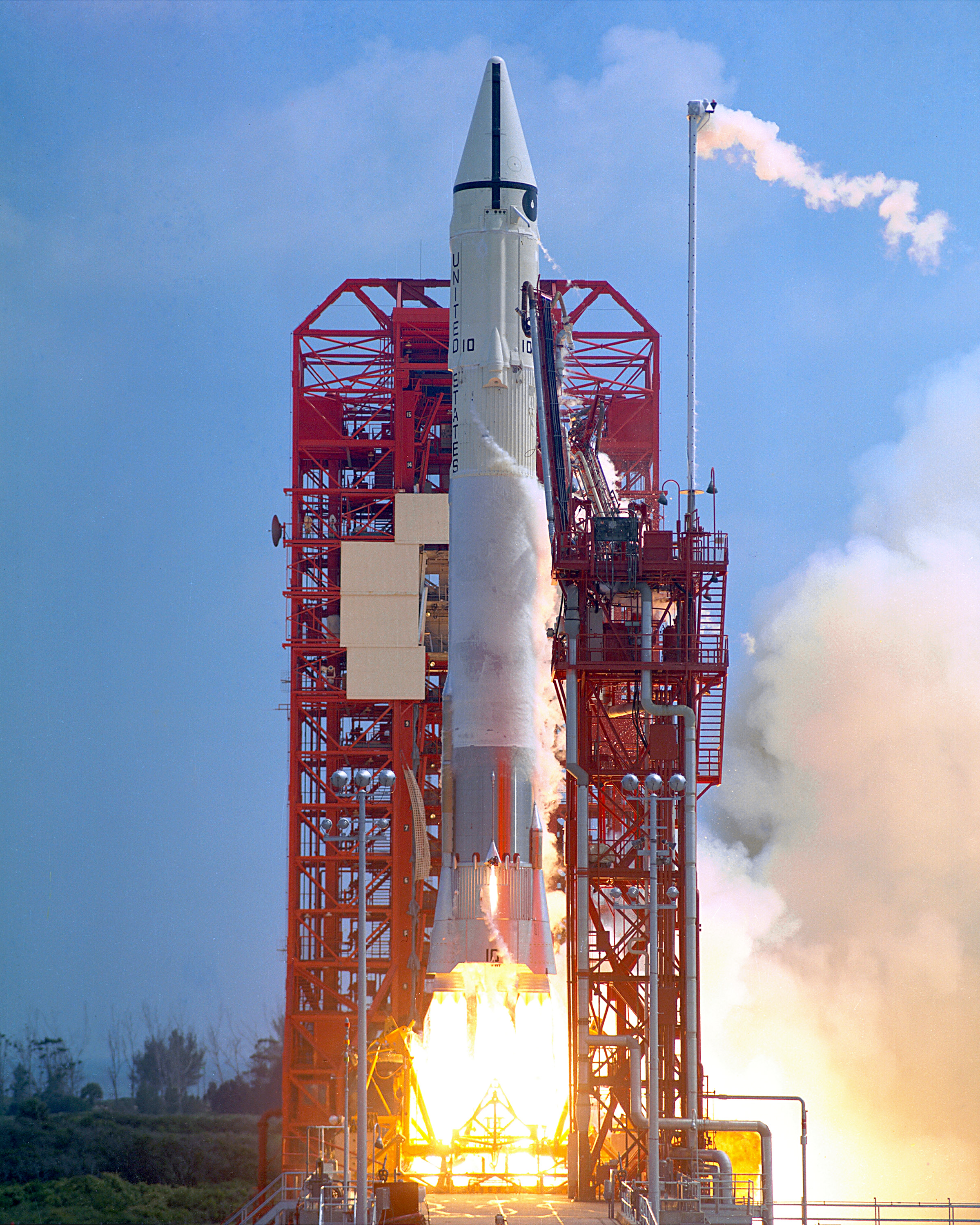
Lancement de la sonde spatiale lunaire Surveyor 1 par une fusée Atlas-Centaur.

Karel Jan « Charlie » Bossart (9 février 1904, Anvers-3 août 1975, San Diego, Californie) était un ingénieur aérospatial américain d'origine belge, pionnier dans le développement des fusées. Il crée le  premier missile balistique intercontinental américain, le missile balistique Atlas, aux caractéristiques particulièrement innovantes ainsi que le lanceur Atlas qui en dérive directement. Ce dernier jouera un rôle clé dans le programme spatial américain jusqu'au début des années 2000.

## Études et premier emploi
Après avoir décroché son diplôme d'ingénieur des mines à l'École polytechnique de l'Université libre de Bruxelles en 1925, il obtient en 1930 une bourse d'études de la Belgian American Educational Foundation pour poursuivre ses études à l'institut américain M.I.T. qui porte sur les structures des aéronefs. Il reste aux États-Unis et travaille pour plusieurs sociétés aéronautiques. Il travaille chez Edward Budd Manufacturing Company où il apprend à utiliser l'acier inoxydable. En 1945 il devient directeur du département structures du constructeur aéronautique Convair et propose à l'Armée de l'Air américaine le développement d'un missile balistique intercontinental d'une portée de 8 000 km . L'Armée de l'Air considère à l'époque que seuls les bombardiers stratégiques permettent de frapper à grande distance et qu'aucun engin basé sur le missile V2 de Werner von Braun est capable d'atteindre une telle portée. Bossart parvient néanmoins à obtenir en 1945 un contrat de développement pour un projet de missile destiné à tester les capacités d'un tel engin. 10 missiles de type MX-774 sont commandés.

## Caractéristiques du missile Atlas
L'innovation majeure de Bossart réside dans le recours à une structure monocoque (la paroi des réservoirs est dépourvue de renforts structuraux et joue également le rôle de structure externe du missile) dont la rigidité est obtenue par la mise sous pression des réservoirs. La paroi est tellement mince que, si  les réservoirs ne sont pas maintenus sous pression, ils s'effondrent sous leur propre poids. Cette technique de construction délicate à maîtriser et relativement coûteuse permet d'obtenir une masse particulièrement faible. Pour le missile l'ingénieur met en œuvre d'autres techniques innovantes qui seront repris par la suite par les constructeurs de fusées : paroi commune aux deux réservoirs (oxygène et kérosène), moteurs orientables, tête du missile détachable. Le missile comporte un étage et demi : deux moteurs-fusées (sur trois) utilisés au lancement sont largués en vol. Cette solution permet un allègement partiel du missile au cours du vol tout en permettant la mise à feu de tous les moteurs avant le lancement. Cette technique  constituait une parade contre le défaut d'allumage des étages supérieurs des fusées souvent constatés avec la technique de l'époque. 

## Développement et mise en œuvre du missile et du lanceur
Après une série de trois tests effectués en 1947, l'Armée de l'Air américaine confrontée à des restrictions budgétaires décide d'annuler ce projet auquel elle ne croit pas. Bien que les essais effectués n'aient pas été complètement satisfaisants, ils ont permis de démontrer que les concepts retenus par Bossart fonctionnent. En 1949 la guerre froide relance la course aux armements et Bossart tente de susciter l'intérêt des militaires. Ses efforts sont couronnés de succès en 1951 lorsque l'Armée de l'Air américaine décide de financer le projet MX-159. À partir de 1954 Bossart reçoit suffisamment de fonds pour pouvoir mener jusqu'au bout le développement du missile qu'il a baptisé  Atlas. Malgré les investissements importants réalisés par Convair, le projet est transféré sans compensation financière à la société TRW responsable du programme de missiles de l'Armée de l'Air. Cette société transfère à son tour le projet aux sociétés Douglas et Martin pour se concentrer sur les missiles Thor et Titan. En 1955, le gouvernement américain  est informé par la CIA de l'avance prise par les Soviétiques dans le développement de leurs programmes de missiles balistiques intercontinentaux (à l'origine des premiers succès spatiaux soviétiques). Le gouvernement réagit en accordant au projet Atlas une priorité nationale. Bossart profite des ressources financières qui affluent pour faire progresser les recherches dans l'utilisation des ergols cryogéniques à haute impulsion spécifique (oxygène et hydrogène liquide). Ces travaux déboucheront sur le développement de l'étage supérieur Centaur.
En 1955, Bossart est nommé responsable du programme Atlas et en 1957 il est promu directeur technique du département aéronautique de General Dynamics. Le 17 décembre 1957, après onze ans de travail acharné, son travail est couronné par le lancement réussi du premier missile Atlas. Le missile Atlas effectue une carrière opérationnelle relativement courte entre 1959 et 1965 car le recours à des ergols liquides n'est pas adapté aux besoins de réactivité attendu d'un missile balistique opérationnel. Par contre le lanceur Atlas directement dérivé du missile aura une très longue carrière qui ne s'achèvera qu'en 2004. Parmi les missions remarquables figurent :
- La mise en orbite du premier satellite de télécommunications expérimental SCORE,
- les premières missions spatiales habitées américaines dans le cadre du programme Mercury,
- les sondes spatiales Surveyor qui effectuent les premiers atterrissages en douceur sur le sol lunaire,
- les sondes Mariner vers Mars et Venus,
- les sondes Pioneer 10 et Pioneer 11 vers Jupiter et Saturne.

## Fin de carrière et postérité
En 1958 Bossart reçoit l'Exceptional Civilian Award de l'Armée de l'Air américaine pour son rôle essentiel dans le développement du premier missile balistique américain. Bossart quitte Convair en 1967 pour prendre sa retraite et il décède 8 ans plus tard. Bien que les choix audacieux de Bossart aient été couronnés de succès aucun autre constructeur de missile ne les reprendra. Les contraintes imposées par la faible puissance des moteurs-fusées est progressivement levée dans les années 1960 ce qui rend moins attractif la solution imaginée par Bossart. 
Bossart était réputé pour sa capacité à saisir rapidement les implications d'un cahier des charges et à concevoir des solutions techniques répondant de manière optimale aux besoins critiques. Même lorsqu'il fut placé à des postes de responsabilité, il pouvait mener des discussions techniques poussées avec les représentants du constructeur du système propulsif de son lanceur. 